# Diplacina paula
Diplacina paula är en trollsländeart. Diplacina paula ingår i släktet Diplacina och familjen segeltrollsländor. IUCN kategoriserar arten globalt som livskraftig.

## Underarter
Arten delas in i följande underarter:
- D. p. lethe
- D. p. paula